# Rivière Noire (rivière du Moulin)
Pour les articles homonymes, voir Rivière Noire.
La rivière Noire est un affluent de la rive ouest de la rivière du Moulin (Beauceville) dont le courant se déverse sur la rive ouest de la rivière Chaudière ; cette dernière coulant vers le nord pour se déverser sur la rive sud du fleuve Saint-Laurent. Elle coule dans la municipalité de Saint-Alfred, dans la municipalité régionale de comté (MRC) Beauce-Centre, dans la région administrative de Chaudière-Appalaches, au Québec, au Canada.

## Géographie
Les principaux bassins versants voisins de la rivière Noire sont :
- côté nord : ruisseau des Meules (rivière du Moulin), rivière Mathieu, Bras Saint-Victor, rivière Chaudière ;
- côté est : rivière Chaudière, rivière du Moulin (Beauceville) ;
- côté sud : décharge du Lac Fortin, branche Victor-Loubier, ruisseau Breton, ruisseau de la Fabrique, rivière Pozer ;
- côté ouest : Bras Saint-Victor, rivière du Cinq, rivière Prévost-Gilbert.

La rivière Noire prend sa source à la confluence de deux ruisseaux en zone agricole dans la municipalité de Saint-Alfred. Cette zone de tête est située à 3,7 km à l'est du centre du village de Saint-Victor, à 2,6 km à l'ouest du centre du village de Saint-Alfred et à 2,7 km au nord-est du lac Fortin et à 10,4 km à l'ouest de la rivière Chaudière.
À partir de sa source, la rivière Noire coule sur 4,1 km répartis selon les segments suivants :
- 0,3 km vers le nord-est, jusqu'à la route du 1er rang ;
- 2,6 km vers le nord-est, en traversant la route du rang Sainte-Marie, jusqu'à une route de campagne ;
- 1,2 km vers l'est en traversant une route de campagne, jusqu'à sa confluence.

La rivière Noire se déverse sur la rive ouest de la rivière du Moulin (Beauceville) dans le rang Saint-Alexandre-Sud, dans la municipalité de Saint-Alfred. La confluence de la rivière du Moulin se situe à 1,6 km en aval du lac Volet (source de la rivière du Moulin (Beauceville) et en aval de la confluence du ruisseau des Meules.

## Toponymie
Le toponyme Rivière Noire a été officialisé le 18 février 1977 à la Commission de toponymie du Québec.